# Eumyrmococcus kinomurai
Eumyrmococcus kinomurai är en insektsart som beskrevs av Williams och Mamoru Terayama 2000. Eumyrmococcus kinomurai ingår i släktet Eumyrmococcus och familjen ullsköldlöss. Inga underarter finns listade i Catalogue of Life.